# Rudolph Maté
Rudolph Maté, născut Rudolf Mayer (21 ianuarie 1898, Cracovia – 27 octombrie 1964, Beverly Hills), a fost un prolific regizor și producător de film european și american. A lucrat ca director de imagine și cameraman în Ungaria, Austria, Germania, Franța și Regatul Unit înainte de a se muta la Hollywood la mijlocul anilor 1930.

## Biografie și carieră
S-a născut la Cracovia, azi în Polonia, într-o familie de evrei. Maté a intrat în industria cinematografică după ce absolvit Universitatea din Budapesta. A început să lucreze ca operator asistent de imagine în Ungaria și mai târziu de-a lungul Europei, uneori împreună cu colegul său Karl Freund. Maté a lucrat la câteva filme ale lui Carl Th. Dreyer cum ar fi The Passion of Joan of Arc (1928) sau Vampyr (1932).
Maté a lucrat ca director de imagine la unele filme hollywoodiene la mijlocul anilor 1930, cum ar fi Dodsworth (1936),  Our Relations (1936, cu Stan și Bran) și Stella Dallas (1937). A fost nominalizat la  Premiul Oscar pentru cea mai bună imagine cinci ani consecutivi, pentru filmul lui Alfred Hitchcock - Foreign Correspondent (1940), al lui Alexander Korda - Lady Hamilton (1941), al lui Sam Wood - The Pride of the Yankees (1942), al lui Zoltan Korda - Sahara (1943) și al lui Charles Vidor - Cover Girl (1944).
În 1947, a debutat ca regizor cu It Had to Be You, urmând să regizeze alte filme cum ar fi filmul noir D.O.A. (1950), No Sad Songs for Me (1950), When Worlds Collide (1951) și filmul epic The 300 Spartans (1962).
A murit din cauza unui infarct miocardic la  27 octombrie 1964, în Hollywood, la vârsta de 66 de ani.

## Filmografie

### Ca regizor
- It Had to Be You (1947)
- The Dark Past (1948)
- No Sad Songs for Me (1950)
- D.O.A. (1950)
- Union Station (1950)
- Branded (1950)
- The Prince Who Was a Thief (1951)
- Când lumile se ciocnesc (1951) - When Worlds Collide
- The Green Glove (1952)
- Sally and Saint Anne (1952)
- 1952 Paula
- The Mississippi Gambler (1953)
- Second Chance (1953)
- Forbidden (1953)
- The Black Shield of Falworth (1954)
- Siege at Red River (1954)
- 1955 Înfrângerea lui L. Wilkison (The Violent Men)
- The Far Horizons (1955)
- The Rawhide Years (1955)
- Miracle in the Rain (1956)
- Port Afrique (1956)
- Three Violent People (1957)
- The Deep Six (1958)
- For the First Time (1959)
- Revak the Rebel (1960)
- The 300 Spartans (1962)
- Seven Seas to Calais (1962)
- Aliki (1963)

### Ca producător
- The Return of October (1948)
- The 300 Spartans (1962)
- Aliki (1963)

### Ca director de imagine
- Kutató Sámuel (1919)
- Alpentragödie (1920)
- Das Gänsemädchen (1920)
- Lucifer  (1921)
- Der geistliche Tod (1921)
- Parema - Das Wesen aus der Sternenwelt (1922)
- Eine mystische Straßenreklame (1922)
- Dunkle Gassen (1923)
- Das verlorene Ich (1923)
- The Merchant of Venice (1923)
- Michael (1924)
- Peter the Pirate (1925)
- Unter Ausschluß der Öffentlichkeit (1927)
- Die Hochstaplerin (1927)
- Infantrist Wamperls dreijähriges Pech (1927)
- The Passion of Joan of Arc (1928)
- Franz Schubert und seine Zeit (1928)
- Die Bauernprinzessin (1928)
- Der Lohn der guten Tat (1928)
- Miss Europe (1930)
- Le monsieur de minuit (1931)
- Vampyr (1932)
- Monsieur Albert (1932)
- La couturière de Luneville (1932)
- Lily Christine (1932)
- Insult (1932)
- Aren't We All? (1932)
- The Merry Monarch (1933)
- Die Abenteuer des Königs Pausole (1933)
- Les aventures du roi Pausole (1933)
- Une femme au volant (1933)
- Dans les rues (1933)
- Paprika (1933)
- The Last Billionaire (1934)
- Liliom (1934)
- Nada más que una mujer (1934) (versiunea în spaniolă a  Pursued)
- Dante's Inferno (1935)
- Dressed to Thrill (1935)
- Metropolitan (1935)
- Navy Wife (1935)
- Professional Soldier (1935)
- Charlie Chan's Secret (1936)
- Dodsworth (1936)
- A Message to Garcia (1936)
- Our Relations (1936)
- Come and Get It (1936)
- Outcast (1937)
- Stella Dallas (1937)
- The Adventures of Marco Polo (1938)
- Blockade (1938)
- Youth Takes a Fling (1938)
- Trade Winds (1938)
- Love Affair (1939)
- The Real Glory (1939)
- My Favorite Wife (1940)
- Foreign Correspondent (1940)
- The Westerner (1940)
- Seven Sinners (1940)
- 1941 Lady Hamilton (That Hamilton Woman)
- The Flame of New Orleans (1941)
- It Started with Eve (1941)
- To Be or Not to Be (1942)
- The Pride of the Yankees (1942)
- They Got Me Covered (1943)
- Sahara (1943)
- Address Unknown (1944)
- Cover Girl (1944)
- Tonight and Every Night (1945)
- Over 21 (1945)
- Gilda (1946)
- Down to Earth (1947)
- It Had to Be You (1947)
- The Lady from Shanghai (1947) (nemenționat)

## Legături externe
- Rudolph Maté la Find a Grave
- Rudolph Maté la Internet Movie Database
- Rudolph Maté in the AFI Catalog
- Rudolph Maté in the Internet Encyclopedia of Cinematographers Arhivat în 13 septembrie 2013, la Wayback Machine.